# Richard Weinberger
Richard Weinberger (n. 7 iunie 1990, Moose Jaw⁠(d), Saskatchewan, Canada) este un înotător ce a reprezentat Canada, medaliat olimpic. A participat la 2 ediții ale Jocurilor Olimpice (2012, 2016) în care a câștigat două medalii de bronz.